# Maximilian Vogel von Falckenstein
Maximilian Eduard August Hannibal Kunz Sigismund Vogel von Fal(c)kenstein (29 de abril de 1839 - 7 de diciembre de 1917) fue un General der Infanterie y político prusiano.
Falckenstein nació en Berlín como hijo del general prusiano Eduard Vogel von Falckenstein y de Luise Gärtner. Se casó con Marie Freiin von Stoltzenberg (15 de septiembre de 1842 - 2 de octubre de 1915) en Koblenz el 3 de septiembre de 1862.
Falckenstein era señor de la finca de Gut Dolzig, que comprendía 10 km². Ingresó en el Ejército prusiano en 1855, convirtiéndose en capitán del Estado Mayor en 1871 y en instructor de la Academia Militar Prusiana en 1881. Fue promovido a Mayor General en 1888 y nombrado comandante de la 2.ª Brigada de Infantería de la Guardia. Falckenstein pasó a ser director del Departamento General de Guerra dentro del Ministerio de Guerra en 1889. Un año después, fue promovido a Teniente General y fue nombrado para servir como comandante de la 5.ª División.
En 1896, Falckenstein fue promovido a General der Infanterie, convirtiéndose en comandante del VIII Cuerpo de Ejército en Koblenz, así como jefe del Cuerpo de Ingenieros y Pioneros. Murió en su finca de Dolzig.